# Felsmalereien in der spanischen Levante
Für vorgeschichtliche Felsmalereien in der spanischen Levante (auch: Levante-Kunst) ist ein großes Gebiet im Hinterland der spanischen Ostküste bekannt, das mehrere Tausend freiliegende Felsmalereien (spanisch pinturas rupestres) aus der Jungsteinzeit enthält. Insgesamt 727 Fundplätze wurden im Jahre 1998 von der UNESCO zum Weltkulturerbe ernannt.

## Lage

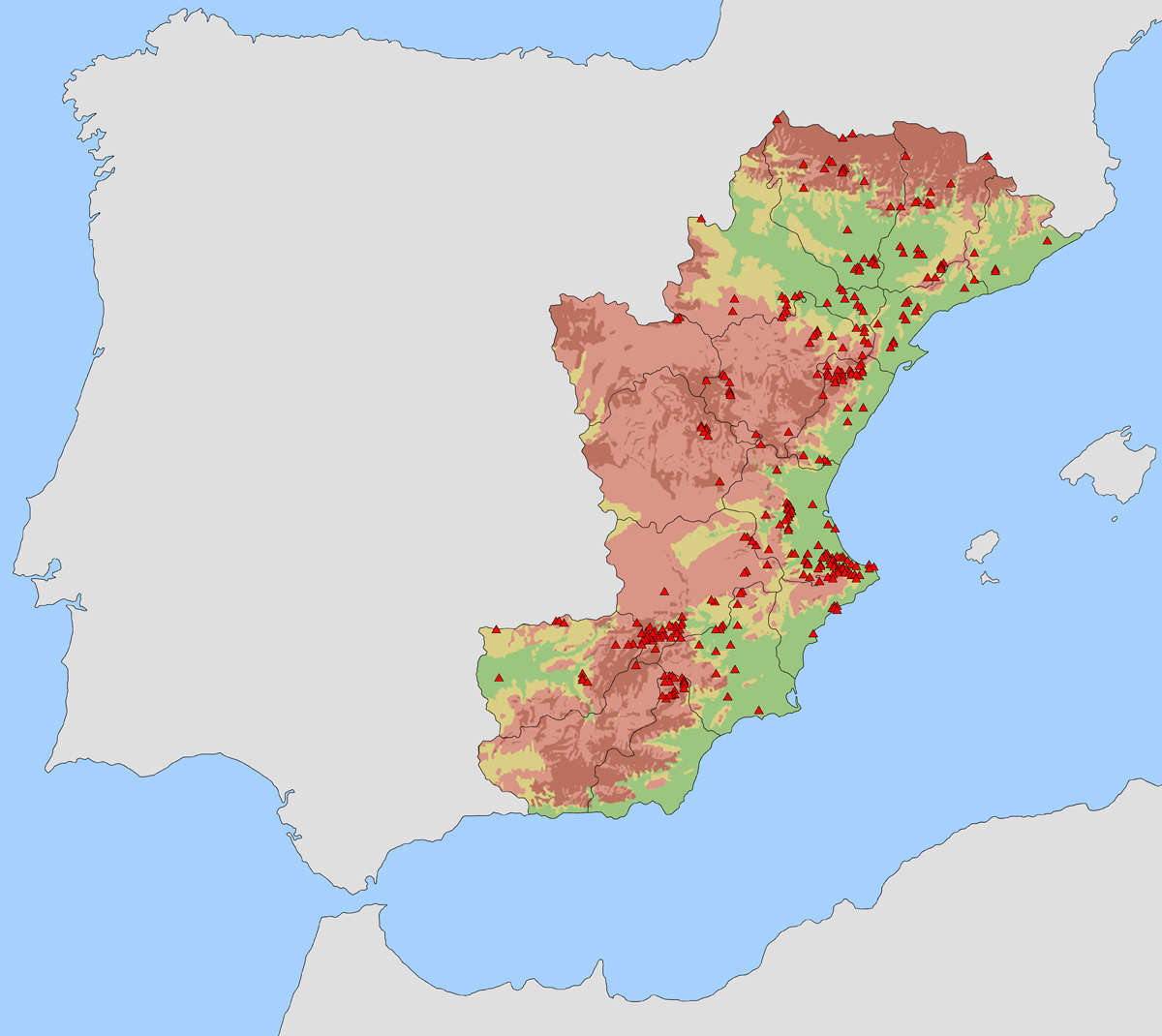
Gebiet der levantinischen Felsmalereien

Das Weltkulturerbe enthält mehrere Felsmalereien, verteilt über die Fläche von den Pyrenäen bis zur Provinz Granada. Das Gebiet umfasst Andalusien, Aragonien, Kastilien-La Mancha, Katalonien, Murcia und die Valencianische Gemeinschaft. Die dichteste Fundregion umfasst eine etwa 200 × 80 Kilometer große Fläche nahe Valencia.
Die Malereien werden meist auf freiliegenden Felsflächen, seltener unter Abris gefunden. Sie können auf Augenhöhe oder sehr hoch angebracht sein. Verschiedene Organisationen unterstützen die Erhaltung der Malereien. Die Gemeinde Villar del Humo hat einen Kulturpark gegründet.

## Entdeckung
Die ersten Felsbilder wurden 1903 in Teruel entdeckt. Der Archäologe Juan Cabré (1882–1947) war der Erste, der die Malereien erforschte und der Jungsteinzeit zuordnete. Diese Erkenntnis stützte er darauf, dass keine Fauna der Eiszeit abgebildet ist. Antonio Beltrán Martínez (1916–2006) ordnete die Anfänge in das Epipaläolithikum oder die Mittelsteinzeit ein, verortete den Großteil der Abbildungen jedoch ebenfalls in die Jungsteinzeit. Aufgrund stilistischer Parallelen mit verzierten Tongefäßen ist ihr Beginn spätestens mit der Cardial- oder Impressokultur in der ersten Hälfte des 6. Jahrtausends v. Chr. erwiesen, das Ende liegt (bis auf Ausnahmen) im Endneolithikum, im Zeithorizont der Glockenbecherkultur.
Die Datierung der Bilder beruht bei vielen der Fundstätten auf stilistischen Ähnlichkeiten, denn die Methoden zur Bestimmung, wie die Radiokohlenstoffdatierung (C-14 Methode), können durch Kontamination des Materials leicht zu falschen Ergebnissen führen, da die Felsoberflächen mit Schmutzresten verschiedener Zeiten behaftet sind.

## Motive
Die Malereien bilden hauptsächlich Menschen ab, was für die Altsteinzeit ungewöhnlich wäre. Wenn Tiere in Kombination mit Menschen auftreten, läuft der Mensch auf diese zu. Auch Menschen bei verschiedenen Aktivitäten (z. B. Jagd mit Pfeil und Bogen, Kämpfen oder landwirtschaftlichen Aufgaben) sind ein typisches Motiv. Jagdszenen mit Recurvebogen bilden den ersten Beweis für die Existenz dieses Bogentyps bereits im Frühneolithikum.

## Farben
Die Malereien sind in der Regel ein- oder zweifarbig, darunter auch einige, die Schwarz-, Rot-, Gelb- und Brauntöne aufzeigen. Als Farben wurden auch Pflanzenfarbstoffe sowie Kohle, Flüssigkeiten und Körperausscheidungen, mineralische Verbindungen wie Hämatit, Ton und Oxid von Mangan, mit einem organischen Bindemittel wie Harz oder Fett vermischt. Oft sind die Silhouetten markiert, geritzt oder geschabt, um Einschnitte zu produzieren und somit einen Umriss realistischer darzustellen.

### Liste geschützter Fundplätze
Die UNESCO-Liste umfasst 727 Fundplätze mit neolithischen Felsmalereien in Ostspanien. Geschützte Fundstellen befinden sich in den Provinzen folgender Regionen:
- Valencianische Gemeinschaft: 301 Stellen
  - Provinz Alicante: 130 Stellen
  - Provinz Castellón: 102 Stellen
  - Provinz Valencia: 69 Stellen (darunter die Cuevas de la Araña)

- Aragón: 132 Stellen
  - Provinz Teruel: 67 Stellen (darunter 17 in der “Roca Hernando”)
  - Provinz Huesca: 47 Stellen
  - Provinz Saragossa: 18 Stellen

- Kastilien-La Mancha: 93 Stellen
  - Provinz Albacete: 79 Stellen
  - Provinz Cuenca: 12 Stellen
  - Provinz Guadalajara: 2 Stellen

- Murcia (Region): 72 Stellen (darunter Abrigo del Pozo bei Calasparra)

- Andalusien: 69 Stellen
  - Provinz Jaén: 42 Stellen
  - Provinz Almería: 25 Stellen
  - Provinz Granada: 2 Stellen

- Katalonien: 60 Stellen
  - Provinz Tarragona: 39 Stellen
  - Provinz Lleida: 16 Stellen
  - Provinz Barcelona: 5 Stellen

Die südandalusische Kunst bezieht sich auf die Felskunst der andalusischen Provinzen Cádiz und Málaga.